# رفنية (نبات)
رفنية جنس نباتات معقودة التعريف على عالم نبات دنمركي يدعى رفن. معظم أنواعها بري وبعضها تزينيي. مهدها أفريقية الجنوبية. تتكاثر بالبذر والعقل.

## الأنواع
من أنواعها:
- رفنية مقرنة
- رفنية إهليلجية
- رفنية ثلاثية الأزهار